# Concord, North Carolina
Concord är administrativ huvudort i Cabarrus County i North Carolina och säte för Barber–Scotia College. Vid 2020 års folkräkning hade Concord 105 240 invånare.